# Pilare

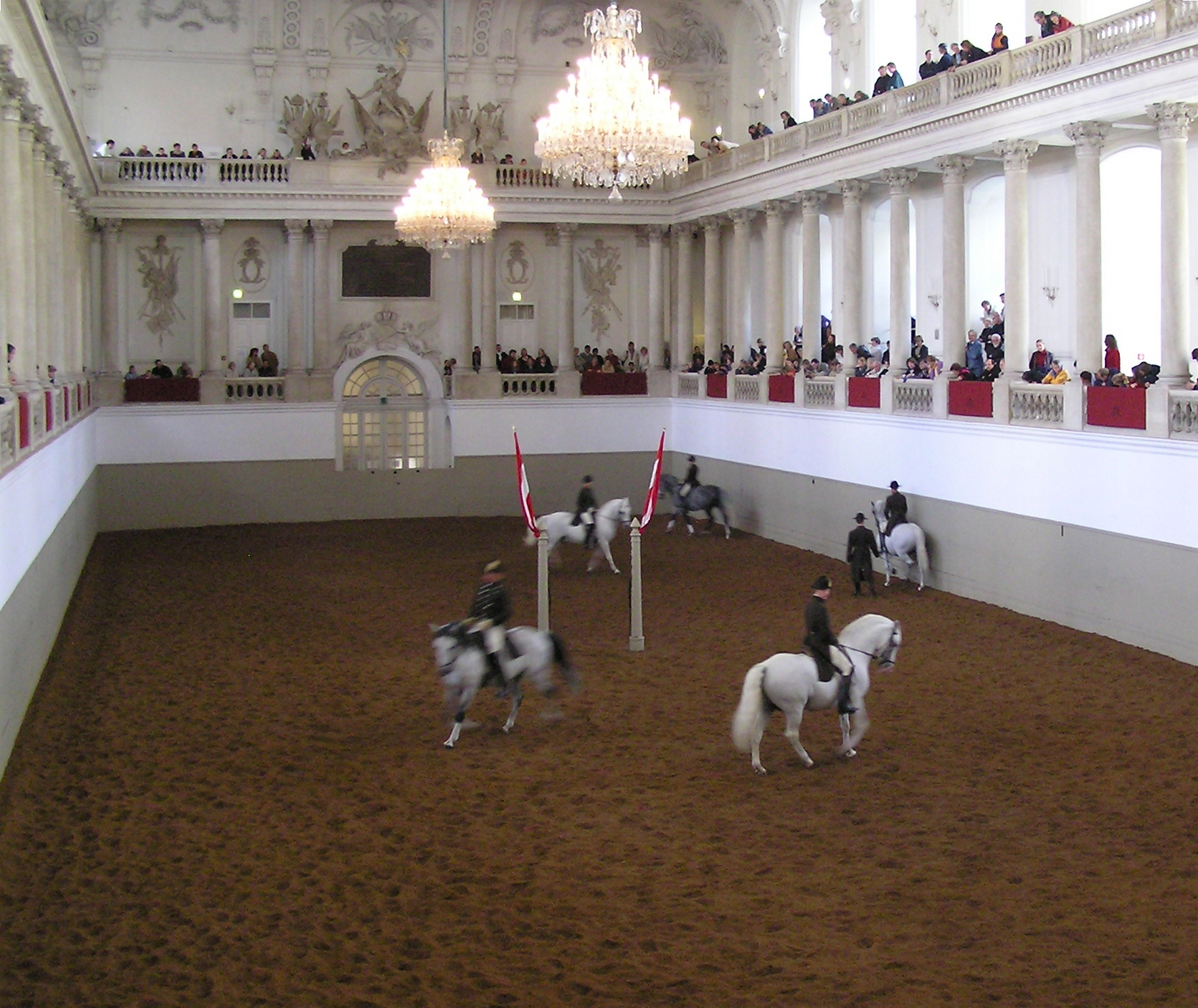
Pilaren an der Spanischen Hofreitschule in Wien

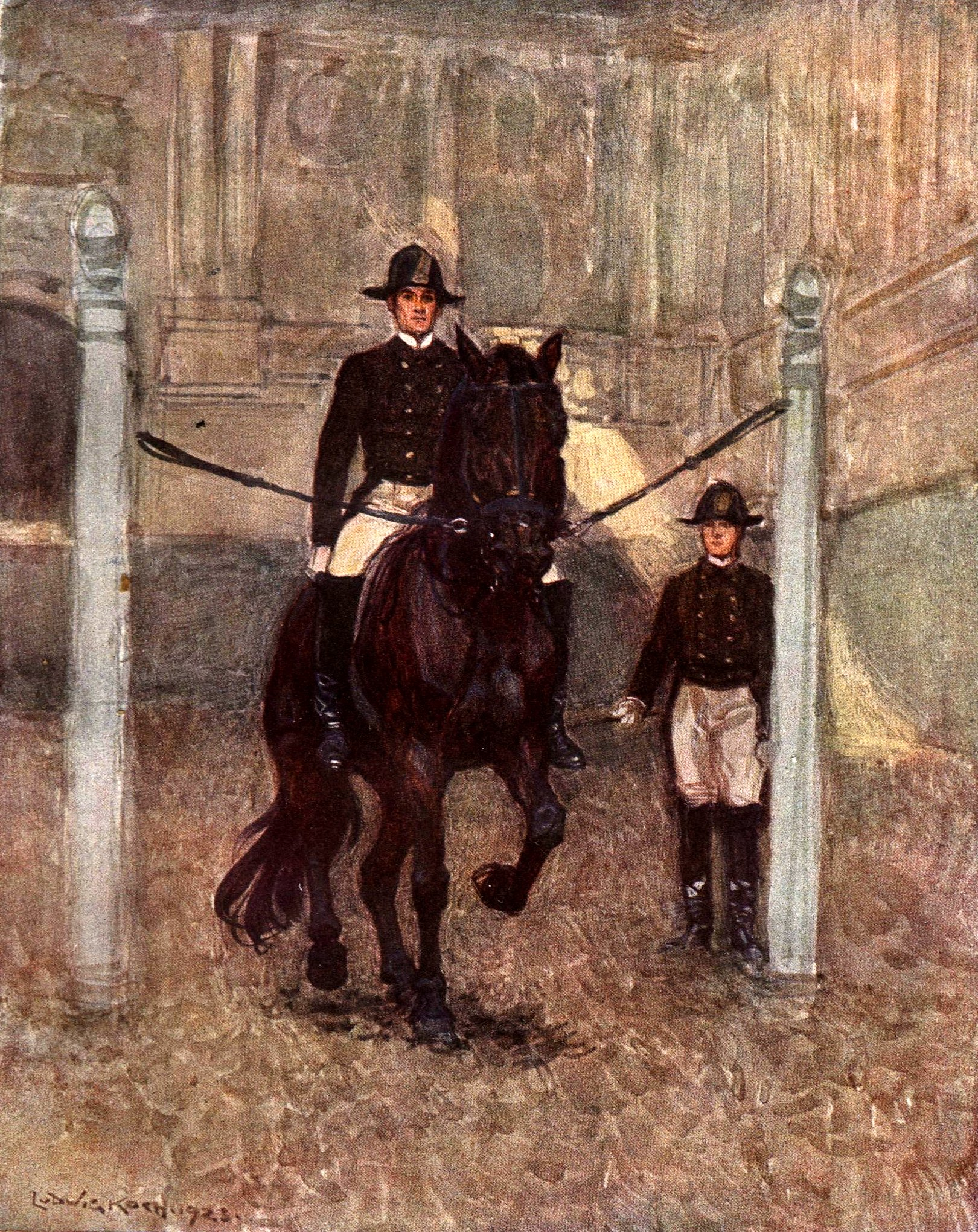
Bild einer Piaffe in den Pilaren von Ludwig Koch

Pilare sind ein Hilfsmittel bei der Dressur des Pferdes in der Hohen Schule.
Die Pilare sind zwei in der Mitte der Reitbahn oder eines Zirkels angeordnete, etwa 2–2,5 m hohe Pfähle (plus 1 m im Boden zur Befestigung), die im Abstand von etwa 1,5 –  1,6 m voneinander angebracht sind, und an denen Ringe (beginnend z. B. 1,25 m über dem Boden), 5–6 Ringe im Abstand von je 10 cm übereinander zur Befestigung von Pilarenzügeln angebracht sind. Es empfiehlt sich, die Pilaren an der Innenseite zu polstern. Das Pferd wird mit einem Pilarenhalfter, das über dem Kappzaum und dem Zaumzeug liegt und sehr solide ausgeführt ist, zwischen den Pilaren angebunden oder von Führer(n) mit Führzügeln zwischen den Pilaren positioniert (seitliche Begrenzung) und mittels Stimm- und Gertenhilfen zum Piaffieren oder zum Ausführen anderer Lektionen, zumeist der Hohen Schule, gebracht. Die Pilare dürfen nur von sehr einfühlsamen Reitern vorsichtig gebraucht werden, da eine zu harte Behandlung das Pferd leicht in Panik versetzen kann. Die Pilare bieten eine Möglichkeit, Pferden Lektionen zu vermitteln, bei denen eine konstante, nicht durch Bewegungen einer Reiterhand gestörte Anlehnung hilfreich sein kann. Der Einsatz der Pilare ist damit auch immer eine vom Pferd abhängige, individuelle Entscheidung. Pilare werden heute nur noch selten eingesetzt. In den meisten Reitbahnen sind keine Pilaren vorhanden, und auf Grund des Ausbildungsstands der meisten Reiter würden diese auch ein gefährdendes Hindernis darstellen. An der Spanischen Hofreitschule werden keine Pferde mehr in den Pilaren ausgebildet, es wird aber ein Hengst, der piaffieren kann, zwischen den Pilaren gezeigt.
Die Pilare waren möglicherweise bereits in der Antike in Gebrauch. In der frühen Neuzeit wurde ihr Gebrauch von dem französischen Rittmeister Antoine de Pluvinel wieder eingeführt, der deshalb als ihr Erfinder gilt.